# Botanische tuin Zuidas
Botanische tuin Zuidas, voor augustus 2016 bekend als Hortus Botanicus Vrije Universiteit Amsterdam, is een botanische tuin in Amsterdam-Zuid.
De tuin ligt tussen het VU medisch centrum (VUmc) en de universiteitscampus, in de verder veelal zakelijke omgeving van de Zuidas. Hij bevat in 2016 ruim 6000 soorten bijzondere planten, die onderdeel zijn van de Nationale Plantencollectie. Bovendien heeft de tuin de grootste collectie cactussen en succulenten van Nederland met meer dan 30.000 planten.
Aan de Van der Boechorststraat vormt het hek, gemaakt door kunstenaar Ruud-Jan Kokke, de entree tot de tuin. De achterzijde van de Botanische tuin Zuidas sluit aan op de tuin van VUmc en vormt hiermee de verbinding met het ziekenhuis. De tuin wordt onderhouden door de vaste medewerkers met de hulp van vrijwilligers.
De tuin is lid van de Nederlandse Vereniging van Botanische Tuinen en de stichting Nationale Plantencollectie.

## Geschiedenis
De tuin werd oorspronkelijk in 1967 ingericht als een systeemtuin, waarin de planten waren geordend naar verwantschap, en maakt deel uit van de Vrije Universiteit Amsterdam. Hij werd ontworpen door de vermaarde Amstelveense parkenbeheerder C.P. Broerse en bestaat uit een buitenterrein en een kassencomplex. Op het buitenterrein zijn een varentuin en een Chinese tuin in penjing-stijl te vinden. Het kassencomplex omvat onder andere een tropische kas, thans verbouwd tot wintertuin, en een succulentenkas. In de succulentenkas bevindt zich de uitgebreidste cactussen- en vetplantencollectie van Nederland.
In 2014 is er een convenant getekend door Stichting VU/VUmc en het Stadsdeel Zuid, waarmee de toekomst van de Botanische tuin Zuidas gewaarborgd wordt.
De tuin heeft in 2016 een grondige verbouwing ondergaan, waarbij een deel van de kassen plaatsgemaakt heeft voor een nieuwe groene bestemming als publieke tuin.

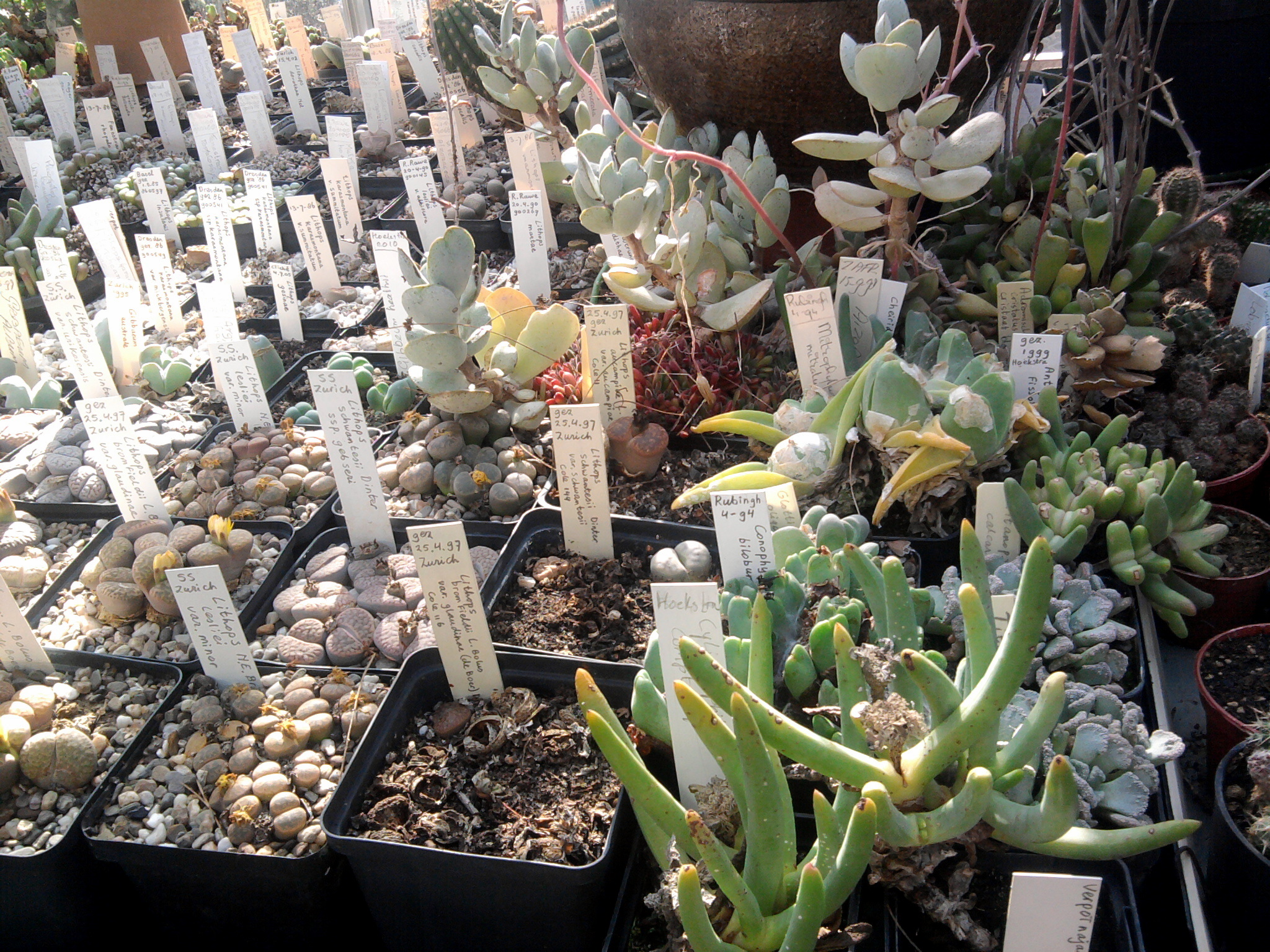
Kleine cactussen in de succulenten-kas
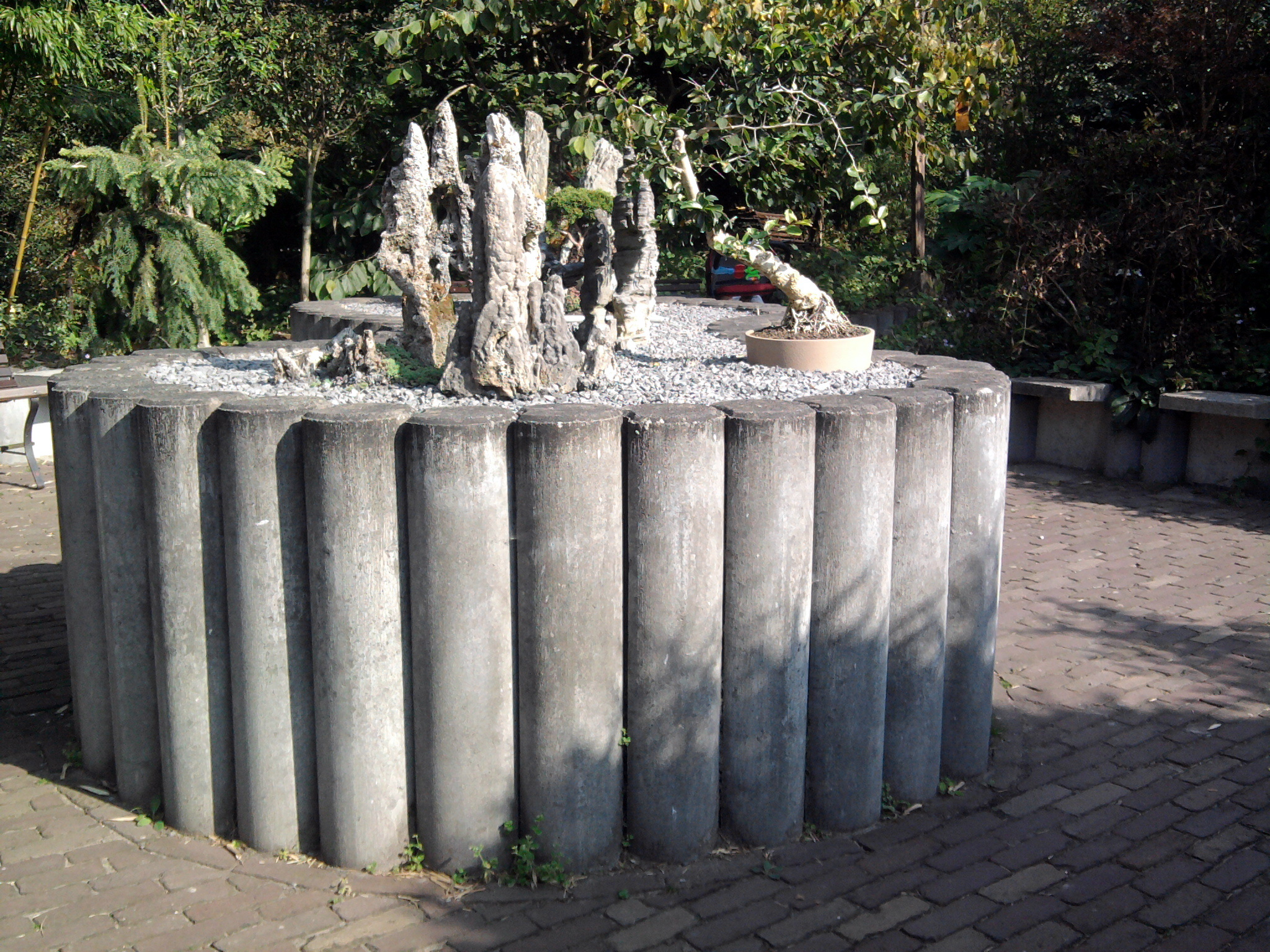
Chinese tuin in penjing-stijl